# Witalij Mykolenko
Witalij Serhijowytsch Mykolenko (ukrainisch Віталій Сергійович Миколенко, englische Transkription Vitaliy Serhiyovych Mykolenko; * 29. Mai 1999 in Tscherkassy) ist ein ukrainischer Fußballspieler. Er steht seit Januar 2022 beim FC Everton unter Vertrag. Der linke Außenverteidiger ist seit November 2018 ukrainischer Nationalspieler.

## Karriere

### Verein
Der in Tscherkassy, 160 km südöstlich von Kiew, geborene Mykolenko stammt aus der Nachwuchsabteilung des Hauptstadtvereins Dynamo Kiew, in die er im Jahr 2012 eintrat. Nachdem er im Jahr 2016 die Jugendakademie verlassen hatte, spielte er in der ukrainischen Reserveliga für die U23-Mannschaft Dynamos. Im August 2017 wurde er dann in die erste Mannschaft von Neo-Cheftrainer Aljaksandr Chazkewitsch befördert. Bereits am 20. August (6. Spieltag) beim 4:1-Heimsieg gegen den FK Stal debütierte er in der höchsten ukrainischen Spielklasse. In der Folge kam er jedoch nur sporadisch zu Spielzeit und beendete seine erste Saison 2017/18 mit fünf Ligaeinsätzen.
In der nächsten Saison 2018/19 etablierte er sich in der Startformation und erzielte am 8. November 2018 beim 3:1-Heimsieg gegen Stade Rennes in der Gruppenphase der UEFA Europa League 2018/19 seinen ersten Treffer im Profibereich. In der Liga absolvierte er 23 Spiele und erreichte mit seiner Mannschaft den Vizemeistertitel hinter Schachtar Donezk.
Am 20. Oktober 2019 (11. Spieltag) gelang ihm mit einem Kopfball das entscheidende Tor zum 1:0-Heimsieg gegen den FK Oleksandrija und sein erster Ligatreffer für die Kyewljane. In dieser Saison 2019/20 absolvierte er 23 Ligaspiele, in denen ihm drei Tore und sechs Vorlagen gelangen.
Zum 1. Januar 2022 wechselte Mykolenko in die Premier League zum FC Everton, bei dem er einen Vertrag bis zum 30. Juni 2026 unterschrieb.

### Nationalmannschaft
Mykolenko repräsentierte sein Heimatland, die Ukraine, in sämtlichen Juniorenauswahlen beginnend mit der U17.
Am 20. Oktober 2018 gab er beim 0:0-Unentschieden gegen die Türkei in der Qualifikation zur Europameisterschaft 2021 sein Debüt für die A-Nationalmannschaft.
Im Mai 2019 wurde er in den Kader der U20 für die U20-Weltmeisterschaft 2020 in Polen einberufen. Das Turnier verpasste er dann jedoch aufgrund einer Verletzung und die Ukraine gewann dieses in seiner Abwesenheit.
Bei der Europameisterschaft 2021 stand er im Aufgebot der Ukraine, die im Viertelfinale gegen England ausschied.

## Erfolge
Dynamo Kiew
- Ukrainischer Supercupsieger: 2018, 2019